# Charles du Bois de Vroylande
Charles Louis du Bois de Vroylande (Antwerpen, 21 januari 1835 - aldaar, 30 december 1888) was een Belgisch advocaat, grootgrondbezitter en politicus voor de Katholieke Partij.

## Biografie

### Familie
Charles du Bois behoorde tot een familie die vanaf 1672 tot de adelstand behoorde. De familie splitste in de takken du Bois, du Bois de Nevele en du Bois d'Aische. Hij was een kleinzoon van baron Ferdinand du Bois, lid van het Nationaal Congres en senator, en een neef van baron Ferdinand Philippe du Bois de Nevele, burgemeester van Edegem, provincieraadslid van Antwerpen en senator, en graaf Adolphe du Bois d'Aische, burgemeester van Edegem en volksvertegenwoordiger.
Hij was een zoon van Louis du Bois en Nathalie de Caters, dochter van Willem de Caters, lid van de Tweede Kamer der Staten-Generaal, lid van de Gedeputeerde Staten van Antwerpen en burgemeester van Antwerpen. Charles trouwde in 1866 in Antwerpen met Mathilde Cogels (1845-1879), dochter van John Cogels, schepen van Antwerpen en senator die een belangrijk figuur in 19e-eeuwse Antwerpse politiek en de Meetingpartij was. Ze kregen twee zoons en vier dochters, met afstammelingen tot heden. Hij hertrouwde in 1873 met haar zus, Léocadie Cogels (1848-1923), weduwe van burggraaf Oscar de Nieulant et de Pottelsberghe. Ze kregen een zoon, maar zonder nakomelingen.
- Valérie du Bois de Vroylande (1868-1905), trouwde in 1889 in Deurne met baron Victor de Borrekens (1864-1949), burgemeester van Halle. Ze kregen een zoon en twee dochters, met afstammelingen tot heden.
- Thérèse du Bois de Vroylande (1869-1960), trouwde in 1892 in Antwerpen met baron Arnold d'Udekem d'Acoz (1861-1923), burgemeester van Wanfercée-Baulet en provincieraadslid van Henegouwen. Ze kregen twee zoons en drie dochters, met afstammelingen tot heden.
- Ubald du Bois de Vroylande (1871-1932), trouwde in 1900 in Brasschaat met Alida van Praet (1872-1940). Ze kregen vijf zoons en drie dochters, met afstammelingen tot heden.
- Léocadie du Bois de Vroylande (1874-1906), trouwde in 1897 in Antwerpen met jhr. Albert van der Beken Pasteel (1872-1951), zoon van jhr. Adrien van der Beken Pasteel, gedeputeerde van Antwerpen. Ze kregen drie zoons en drie dochters, met afstammelingen tot heden.
- Nathalie du Bois de Vroylande (1875-1961), trouwde in 1897 in Deurne met Georges van Havre (1871-1934), kleinzoon van Gustave van Havre. Ze kregen twee zoons en twee dochters, met afstammelingen tot heden.
- Charles du Bois de Vroylande (1884-1961), jezuïet.

Hij bekwam in 1886 vergunning voor toevoeging van de Vroylande aan zijn familienaam.
Hij was een schoonbroer van baron Frédégand Cogels, senator en gouverneur van Antwerpen, en baron Alfred de Vinck de Winnezeele, gemeenteraadslid van Zillebeke en Antwerpen en senator.

### Loopbaan
Du Bois de Vroylande was advocaat en grootgrondbezitter. Zijn politieke loopbaan begon in de gemeenteraad van Halle. In deze kleine gemeente werd hij burgemeester in 1862. Hij was pas 27 jaar jong. In 1866 werd hij verkozen in de Antwerpse provincieraad voor het kanton Zandhoven, waartoe Halle behoorde. In 1876 werd hij tot lid van de bestendige deputatie van Antwerpen verkozen en moest om die reden ontslag nemen als burgemeester. Tien jaar lang maakte du Bois de Vroylande deel uit van de uitsluitend katholiek samengestelde bestendige deputatie en maakte de conflicten van de schoolstrijd mee tussen de katholieke bestendige deputatie en de liberale regering-Frère-Orban II die uitmondde op de overwinning in 1884 van de katholieken. In 1887 werd hij door de katholieke regering-Beernaert tot gouverneur van Antwerpen benoemd. Hij bleef dit ambt vervullen tot aan zijn dood. Hij was de eerste gouverneur die zijn openingsrede van de provincieraad in het Nederlands uitsprak.